# يو تامورا (لاعب اتحاد الرغبي)
يو تامورا (باليابانية: 田村優؛ بالكانا: たむら ゆう) هو لاعب اتحاد الرغبي ياباني، ولد في 9 يناير 1989 في أوكازاكي في اليابان. يلعب تامورا مع فريق صن وولفز ونسور كانون. تم اختياره ضمن تشكيلة اليابان في كأس العالم للرجبي 2015 وكأس العالم للرجبي 2019 في اليابان.

## وصلات خارجية
- يو تامورا عل موقع إسبنسكروم (الإنجليزية)
- يو تامورا على موقع ItsRugby.co.uk (الإنجليزية)